# Kerkstraat 5 (Eemnes)
Kerkstraat 5 is een rijksmonument aan de Kerkstraat in Eemnes in de provincie Utrecht. 
De langhuisboerderij werd gebouwd in 1738 op de plaats van een vervallen boerderij. De eerste eigenaar was Gerrit Janse Dekker. In de negentiende eeuw was het pand in gebruik als café-biljart onder de naam "Café Eek". Latere namen waren "De Dorstige Groepsverkenner" en "Café Van der Wardt". 
De deur in de symmetrische tuitgevel is geplaatst in een naar voren springend profiel. Het venster boven de deur is getooid met een levensboom. De voorste helft van het huis is gedekt met pannen, de achterste helft met riet.